# Віктор фон Ланг
Віктор фон Ланг (нім. Viktor von Lang; 2 березня 1838 — 3 липня 1921) — австрійський хімік і фізик. Вважається піонером і засновником фізики кристалів.
Ланг отримав докторський ступінь у Гіссенському університеті в 1859 році. Темою дисертації були «фізичні умови кристалізації тіл» (нім. Physikalische Verhältnisse kristallisierter Körper).
З 1865 по 1909 рік Ланг служив директором фізичного кабінету (нім. Physikalisches Kabinett). Його книга зі вступу до теоретичної фізики (нім. Einleitung in die theoretische physik), витримала вісім видань з 1867 по 1891 рік. З кристалографом Вільгельмом Йозефом Ґраїліхем, він був співавтором «дослідження фізичних умов кристаліації тіл» (нім. Untersuchungen über die Physikalischen Verhältnisse Krystallisirter Körper).
Мінерал лангіт був названий на його честь Невілом Сторі Маскеліном.